# Albuca tenuis
Albuca tenuis är en sparrisväxtart som beskrevs av Knudtzon. Albuca tenuis ingår i släktet Albuca och familjen sparrisväxter. Inga underarter finns listade i Catalogue of Life.